# Enfield (Carolina do Norte)
Enfield é uma cidade  localizada no estado norte-americano de Carolina do Norte, no Condado de Halifax.

## Demografia
Segundo o censo norte-americano de 2000, a sua população era de 2347 habitantes.
Em 2006, foi estimada uma população de 2360, um aumento de 13 (0.6%).

## Geografia
De acordo com o United States Census Bureau tem uma área de
3,1 km², dos quais 3,1 km² cobertos por terra e 0,0 km² cobertos por água.

## Localidades na vizinhança
O diagrama seguinte representa as localidades num raio de 28 km ao redor de Enfield.